# Mens Sana Basket
Mens Sana Basket, poznatiji zbog sponzorskih razloga kao Montepaschi Siena, je talijanski košarkaški klub iz Siene. Nastupaju u Serie B. Tim je autonomna košarkaška sekcija u sklopu športskog kluba Polisportiva Mens Sana. "Montepaschi" je skraćenica od punog naziva najvažnijeg klupskog sponzora, Banca Monte dei Paschi di Siena.

## Povijest
Klub je osnovan 1934. godine i bio je prvi organizirani košarkaški klub u Italiji. Međutim, usprkos toj svojoj povijesti klub se natječe u regionalnim sredinama, sve dok se nisu 1973. pridružili talijanskoj prvoj ligi. Klub postaje sve jači i već se 1990. natječu u europskim natjecanjima. 
Na prijelazu u 21. stoljeće, Montepaschi postaje jedan najjačih europskih klubova. Osvajaju Kup Raymonda Saporte, sedam puta postaju prvaci talijanske lige i četiri puta dolaze do Final Foura Eurolige. 

## Trofeji
- 8 puta prvak Italije: 2003./04., 2006./07., 2007./08., 2008./09., 2009./10., 2010./11., 2011./12., 2012./13.
- 5 puta osvajač talijanskog kupa: 2009., 2010., 2011., 2012., 2013.
- 7 puta osvajač talijanskog superkupa: 2005., 2008., 2009., 2010., 2011., 2012., 2013.
- 1 Kup Raymonda Saporte: 2002.
- 4 Euroleague Final Four:  2003., 2004., 2008., 2011.

## Poznati igrači
| - Stefano Vidili - Lemone Lampley - Wendell Alexis - Frank Kornet - Darren Daye - Bob Thornton - John Turner - Dallas Comegys - Sherron Mills - Gerard King - Lucius Davis - Larry Middleton - David Londero - Sandro Dell'Agnello | - Jerry Reynolds - Jimmy Oliver - Ashraf Amaya - Chris Corchiani - Sylvester Gray - Travis Mays - Roberto Chiacig - German Scarone - Boris Gorenc - Brian Evans - Vrbica Stefanov - Mindaugas Žukauskas - Milenko Topić - Petar Naumoski | - Tomas Masiulis - Michalis Kakiouzis - Dušan Vukčević - Alphonso Ford - Mirsad Türkcan - David Vanterpool - David Andersen - Carlton Myers - Terrell McIntyre - Shaun Stonerook - David Hawkins - Henry Domercant - David Moss - Igor Rakočević - Milan Gurović - Benjamin Eze - Pietro Aradori - Efthimios Rentzias - Andrea Pecile - Rimantas Kaukėnas - Kšyštof Lavrinovič - Vladimir Boisa - Bootsy Thornton - Jamel Thomas - Joseph Forte - Lonny Baxter |

## Vanjske poveznice
- Službena stranica  Arhivirana inačica izvorne stranice od 8. lipnja 2008. (Wayback Machine) (tal.)

| Montepaschi Siena | Montepaschi Siena |
| --- | ----------------- |
| |                   |
| 4 Domercant \| 5 McIntyre \| 8 Eze \| 9 Carraretto \| 10 Sato \| 12 K. Lavrinovič \| 14 Ress \| 15 Metreveli \| 18 Lechthaler \| 19 D'Ercole \| 20 Stonerook \| − Zisis \| − Hawkins \| − Marconato Trener: Pianigiani |                   |

| Montepaschi Siena | Montepaschi Siena |
| --- | ----------------- |
| |                   |
| 4 Domercant \| 5 McIntyre \| 8 Eze \| 9 Carraretto \| 10 Sato \| 12 K. Lavrinovič \| 14 Ress \| 15 Metreveli \| 18 Lechthaler \| 19 D'Ercole \| 20 Stonerook \| − Zisis \| − Hawkins \| − Marconato Trener: Pianigiani |                   |

| Serie A (2009./10.) | Serie A (2009./10.) |
| --- | ------------------- |
| |                     |
| Air Avellino \| Angelico Biella \| Armani Jeans Milano \| Bancatercas Teramo \| Benetton Basket Treviso \| Carife Ferrara \| Cimberio Varese \| Eldo Caserta \| La Fortezza Bologna \| Lottomatica Roma \| Montepaschi Siena \| NGC Cantù \| Premiata Montegranaro \| Scavolini-Spar Pesaro \| Solsonica Rieti \| Vanoli Soresina |                     |

| Serie A (2009./10.) | Serie A (2009./10.) |
| --- | ------------------- |
| |                     |
| Air Avellino \| Angelico Biella \| Armani Jeans Milano \| Bancatercas Teramo \| Benetton Basket Treviso \| Carife Ferrara \| Cimberio Varese \| Eldo Caserta \| La Fortezza Bologna \| Lottomatica Roma \| Montepaschi Siena \| NGC Cantù \| Premiata Montegranaro \| Scavolini-Spar Pesaro \| Solsonica Rieti \| Vanoli Soresina |                     |

| Euroliga 2008./09.         | Euroliga 2008./09. |
| -------------------------- | --- |
|                            | |
| Prvak                      | Panathinaikos |
|                            | |
| Finalist                   | CSKA Moskva |
|                            | |
| Treće mjesto               | Regal FC Barcelona |
|                            | |
| Četvrto mjesto             | Olympiakos |
|                            | |
| Ispali u četvrtfinalu      | Montepaschi Siena • Partizan Igokea • Real Madrid • TAU Cerámica                                                                          |
|                            | |
| Stigli do Top 16           | AJ Milano • ALBA Berlin • Asseco Prokom Sopot • Cibona Zagreb • Fenerbahçe Ülker • Lottomatica Rim • Maccabi Tel Aviv • Unicaja Málaga    |
|                            | |
| Ispali u regularnom dijelu | Air Avellino • DKV Joventut • Fenerbahçe Ülker • Le Mans • Panionios OnTelecoms • SLUC Nancy • Union Olimpija Ljubljana • Žalgiris Kaunas |

| Euroliga 2008./09.         | Euroliga 2008./09. |
| -------------------------- | --- |
|                            | |
| Prvak                      | Panathinaikos |
|                            | |
| Finalist                   | CSKA Moskva |
|                            | |
| Treće mjesto               | Regal FC Barcelona |
|                            | |
| Četvrto mjesto             | Olympiakos |
|                            | |
| Ispali u četvrtfinalu      | Montepaschi Siena • Partizan Igokea • Real Madrid • TAU Cerámica                                                                          |
|                            | |
| Stigli do Top 16           | AJ Milano • ALBA Berlin • Asseco Prokom Sopot • Cibona Zagreb • Fenerbahçe Ülker • Lottomatica Rim • Maccabi Tel Aviv • Unicaja Málaga    |
|                            | |
| Ispali u regularnom dijelu | Air Avellino • DKV Joventut • Fenerbahçe Ülker • Le Mans • Panionios OnTelecoms • SLUC Nancy • Union Olimpija Ljubljana • Žalgiris Kaunas |